# Kaliska (województwo mazowieckie)
Kaliska – wieś w Polsce, położona w województwie mazowieckim, w powiecie węgrowskim, w gminie Łochów. Ma status sołectwa.
| SIMC    | Nazwa     | Rodzaj    |
| ------- | --------- | --------- |
| 0678890 | Gniazdowo | część wsi |
| 0678908 | Julin     | część wsi |
| 0678914 | Kępa      | część wsi |
| 0678920 | Zagłusze  | część wsi |

W latach 1975–1998 miejscowość administracyjnie należała do województwa siedleckiego.
Wierni Kościoła rzymskokatolickiego należą do parafii Matki Bożej Częstochowskiej w Gwizdałach, korzystają ze znajdującej się w miejscowości kaplicy filialnej.